# Dariusz Szpoper
Dariusz Szpoper (ur. 1963 w Drezdenku) – polski prawnik, profesor nauk prawnych, do 2013 nauczyciel akademicki Wydziału Prawa i Administracji Uniwersytetu Gdańskiego, a następnie Wydziału Prawa i Administracji Uniwersytetu Warmińsko-Mazurskiego.

## Życiorys
Maturę zdał w 1982 w I Liceum Ogólnokształcącym im. Ziemi Kujawskiej we Włocławku. W tym też roku rozpoczął studia prawnicze na Wydziale Prawa i Administracji Uniwersytetu Gdańskiego, kończąc je w 1987. Uzyskał wówczas tytuł zawodowy magistra prawa, przedstawiając napisaną pod kierunkiem prof. zw. dr. hab. Donalda Steyera pracę magisterską zatytułowaną Centroprawicowa opozycja antysanacyjna w Polsce w latach 1926-1939. W latach 1991–1994 odbył aplikację radcowską. W 1999 obronił na Wydziale Prawa i Administracji Uniwersytetu Mikołaja Kopernika w Toruniu dysertację doktorską zatytułowaną Konserwatyści polscy byłego Wielkiego Księstwa Litewskiego. Myśl polityczna i działalność w latach 1904-1939 (promotorem był prof. dr hab. Ryszard Łaszewski), uzyskując stopień naukowy doktora nauk prawnych. W 2003 na tym samym Wydziale na podstawie dorobku naukowego i rozprawy pt. Pomiędzy caratem a snem o Rzeczypospolitej. Myśl polityczna i działalność konserwatystów polskich w guberniach zachodnich Cesarstwa Rosyjskiego w latach 1855-1862 (Gdańsk 2003) uzyskał stopień naukowy doktora habilitowanego nauk prawnych w zakresie prawa – historii doktryn politycznych i prawnych. 26 lutego 2010 na wniosek Rady Wydziału Prawa i Administracji Uniwersytetu Mikołaja Kopernika w Toruniu Prezydent RP Lech Kaczyński nadał mu tytuł naukowy profesora nauk prawnych. 16 marca 2015 Senat Uniwersytetu Państwowego im. Ivane Javakhishvili w Tbilisi nadał mu tytuł doktora honoris causa.
Do 2013 pracował w Katedrze Historii Państwa i Prawa Polskiego na Wydziale Prawa i Administracji Uniwersytetu Gdańskiego, prowadząc wykłady z historii prawa polskiego oraz historii doktryn politycznych i prawnych. W związku z likwidacją tej Katedry i wprowadzoną na Wydziale Prawa Uniwersytetu Gdańskiego reformą programową, która dokonała usunięcia z siatki programowej z puli zasadniczych przedmiotów historii doktryn politycznych i prawnych oraz historii prawa polskiego, podjął zatrudnienie na Uniwersytecie Warmińsko-Mazurskiem. Jest również zatrudniony w Instytucie Ekonomicznym w  Państwowej Wyższej Szkole Zawodowej w Elblągu (obecnie Akademia Nauk Stosowanych).
W latach 2008–2012 pełnił funkcję prodziekana Wydziału Prawa i Administracji Uniwersytetu Gdańskiego ds. studenckich. Dwukrotnie otrzymywał w latach 2011 i 2012 przyznaną w plebiscycie studentów Wydziału Prawa i Administracji Uniwersytetu Gdańskiego nagrodę dla największego autorytetu na Wydzialepotrzebne źródło.
Jest członkiem Rady Programowej kwartalnika Pro Fide Rege et Lege, Rady Redakcyjnej periodyku Encyclopedia of Law. The Research and Development oraz zasiada w Radzie Naukowej Centrum Slawistyki im. Czesława Miłosza przy Uniwersytecie Witolda Wielkiego w Kownie. Jest również członkiem Rady Naukowej Instytutu Wielkiego Księstwa Litewskiego w Kownie oraz Rosyjskiego Towarzystwa Historycznego. Prowadził wykłady na Uniwersytecie Wileńskim, na Uniwersytecie Witolda Wielkiego w Kownie oraz w Instytucie Historii Rosyjskiej Rosyjskiej Akademii Nauk w Moskwie oraz na Moskiewskim Uniwersytecie Państwowym im. Łomonosowa. Od 2013 pełni funkcję profesora wizytującego w Moskiewskim Państwowym Uniwersytecie Prawniczym im. Olega Kutafina. Współpracuje również z Moskiewskim Państwowym Uniwersytetem Humanistycznym im. Michaiła Szołochowa oraz z Wydziałem Prawa Uniwersytetu Państwowego w Tbilisi im. Ivane Javakhishvili (Gruzja). 

## Nagrody i odznaczenia
- 3 kwietnia 2008 – Nagroda Obojga Narodów, przyznana przez Zgromadzenie Parlamentarne Sejmów Rzeczypospolitej Polskiej i Republiki Litewskiej
- 24 września 2009 – Krzyż Rycerski Orderu „Za Zasługi dla Litwy”, nadany dekretem Prezydenta Republiki Litewskiej Valdasa Adamkusa, za dorobek naukowy
- 1 października 2012 – Medal Komisji Edukacji Narodowej
- wrzesień 2012 – Medal im. Stanisława i Gabriela Narutowiczów, za rozwijanie działalności na polu współpracy polsko-litewskiej[3]
- 6 grudnia 2013 – Gwiazda Dyplomacji Litwy, nadana przez Ministra Spraw Zagranicznych Republiki Litewskiej za działalność naukową
- 8 lipca 2016 – Złoty Medal Rosyjskiego Towarzystwa Historycznego upamiętniający 150 lat istnienia tej organizacji[4]

## Wybrane publikacje
- Sukcesorzy Wielkiego Księstwa. Myśl polityczna i działalność konserwatystów polskich na ziemiach litewsko-białoruskich w latach 1904-1939, Gdańsk 1999
- Przyczynki do historii prawa, Sopot 2000 (współaut.)
- Aleksander Meysztowicz. Portret polityczny konserwatysty, Gdańsk 2001 (współaut.)
- Pomiędzy caratem a snem o Rzeczypospolitej, Myśl polityczna i działalność konserwatystów polskich w guberniach zachodnich Cesarstwa Rosyjskiego w latach 1855-1862, Gdańsk 2003
- Dzieje adwokatury gdańskiej, Gdańsk 2005 (współaut.)
- Gente Lithuana, natione Lithuana. Myśl polityczna i działalność Konstancji Skirmuntt (1851 – 1934), Gdańsk 2009;
- Polskie sądownictwo apelacyjne na Pomorzu w latach 1919-2015. Szkic do dziejów wymiaru sprawiedliwości w dwudziestopięciolecie wznowienia działalności Sądu Apelacyjnego w Gdańsku, Gdańsk-Olsztyn 2015

Ponadto jest autorem około stu artykułów i recenzji.